# Miranda (fotografia)
Miranda (esattamente The Miranda Camera Company, chiamata inizialmente The Orion Camera Company), è stata un'azienda giapponese, in attività dal 1947 al 1978, produttrice di apparecchiature ottiche e macchine fotografiche, prevalentemente reflex a obiettivo singolo per il formato 35 millimetri.

## I modelli reflex
(In ordine alfabetico)
- Miranda A, AII
- Miranda Automex I, II
- Miranda Automex III
- Miranda B, C
- Miranda D
- Miranda dx-3
- Miranda DR
- Miranda EE-2
- Miranda F
- Miranda FM
- Miranda Fv, FvT

- Miranda G
- Miranda GT
- Miranda Laborec
- Miranda Laborec II
- Miranda Laborec III
- Miranda Laborec Electro-D
- Miranda MS-1
- Miranda MS-2
- Miranda MS-3
- Miranda Memoflex
- Miranda Pallas TM
- Miranda Pallas TM-II

- Miranda RE-II
- Miranda S
- Miranda Sensomat
- Miranda Sensomat RE
- Miranda Sensomat RE-II
- Miranda Sensomat RS
- Miranda Sensorex, Sensorex C
- Miranda Sensorex II
- Miranda Sensorex EE
- Miranda ST

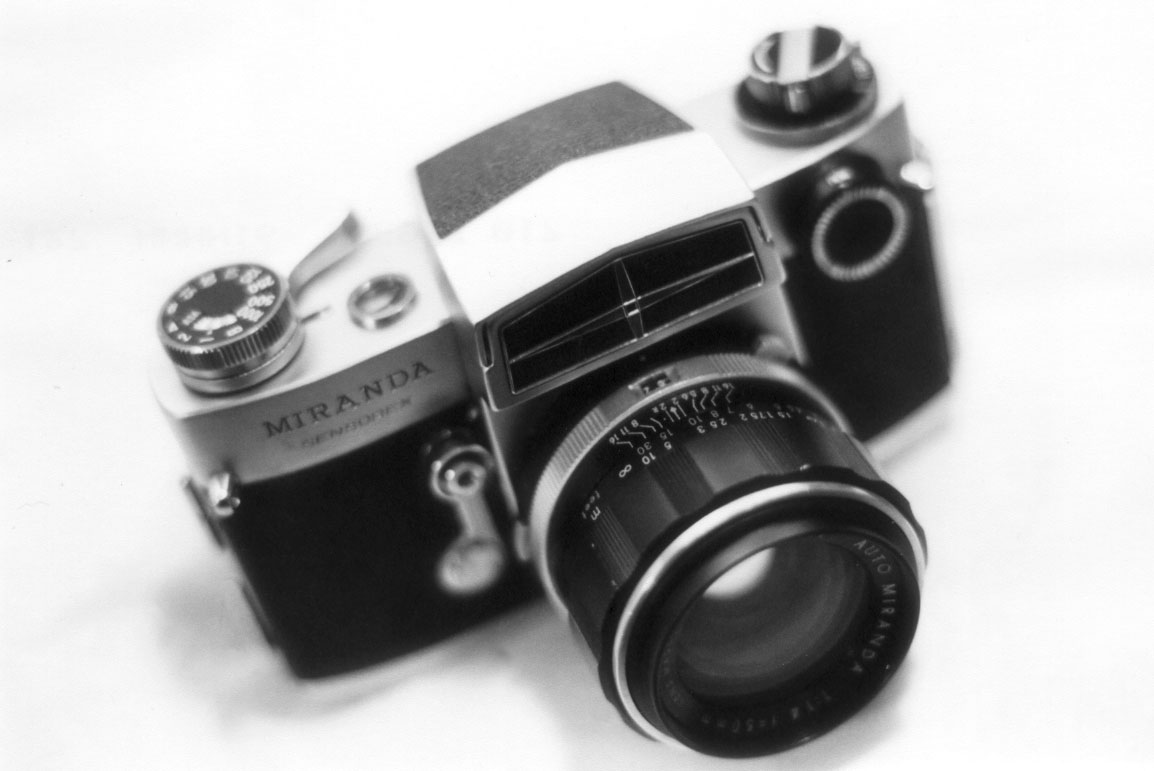
Miranda Sensorex

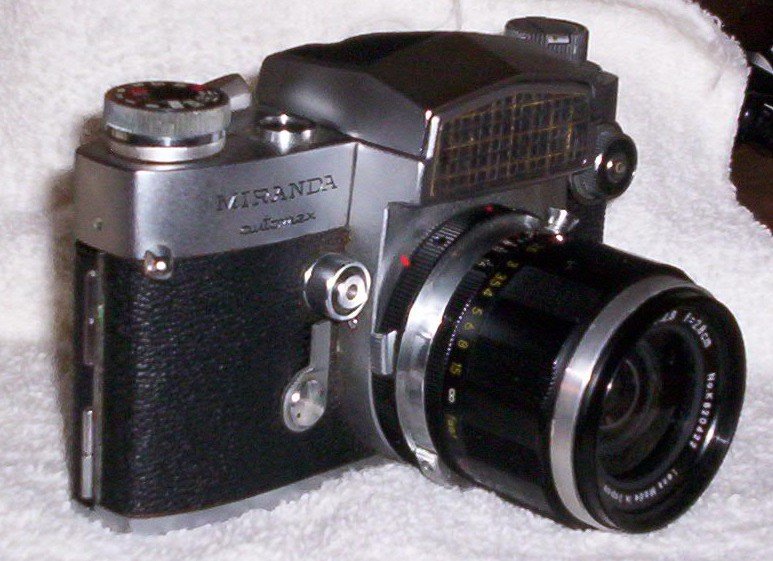
Miranda Automex

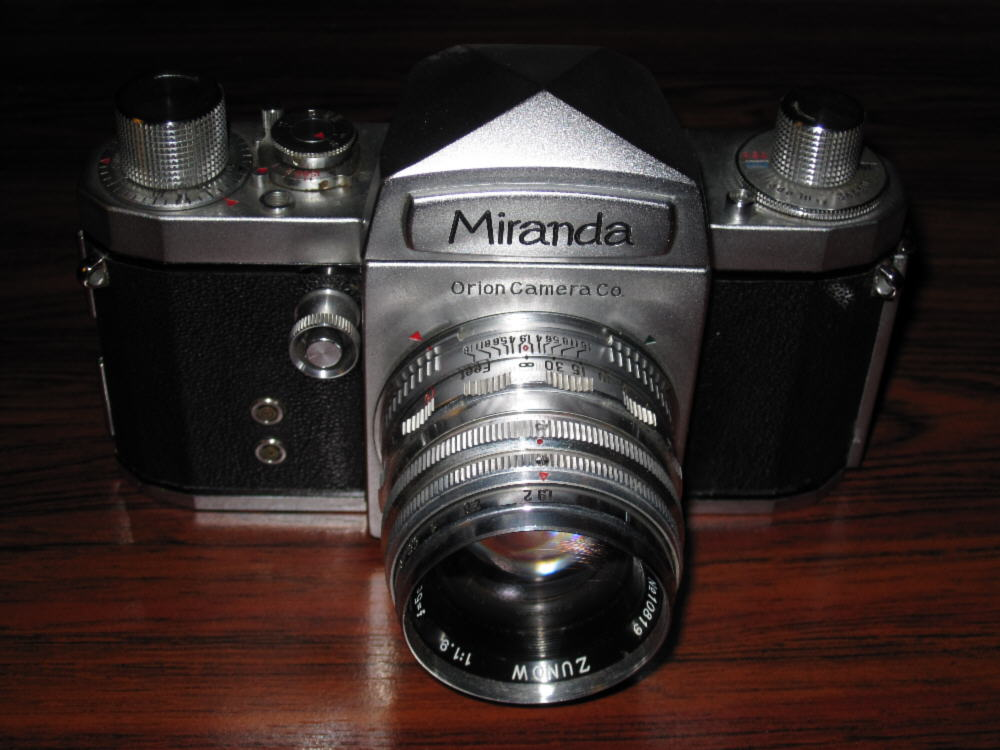
Miranda T (1955)

- Miranda T and TII  (Il modello T è stato il primo realizzato)
- Miranda TM / Soligor TM